# Dreetörnhus

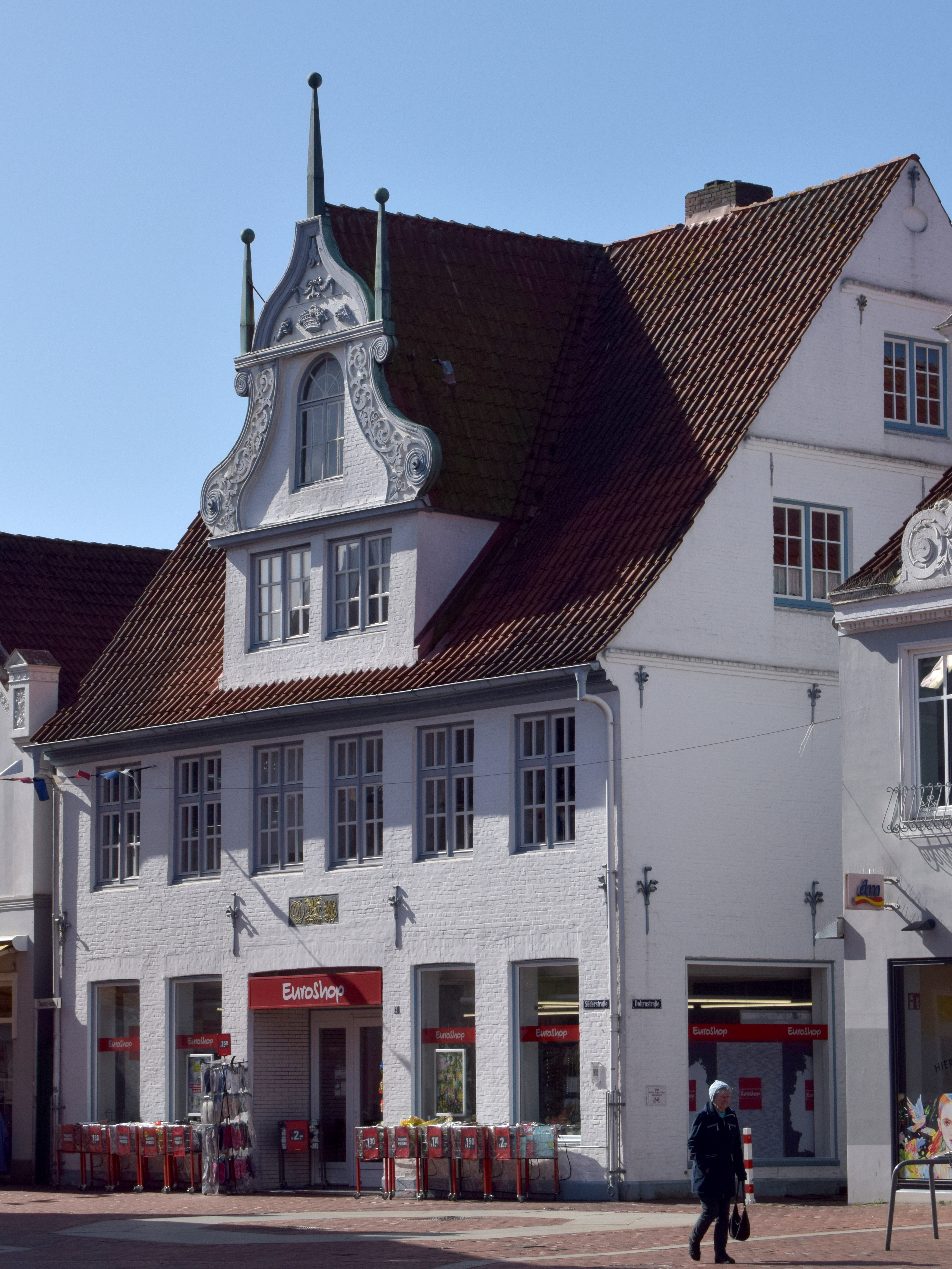
Fassade Dreetörnhaus vom Südermarkt aus

Das Dreetörnhus ist ein Bauwerk aus dem 18. Jahrhundert am Südermarkt in der Kleinstadt Heide in Dithmarschen. Zusammen mit dem Alten Pastorat und der St.-Jürgen-Kirche in Heide bildet es ein einzigartiges städtebauliches Ensemble. Der Name leitet sich aus dem Niederdeutschen ab und bedeutet „Drei-Türme-Haus“. Das Gebäude trägt die Anschrift Süderstraße 2. Unter der Objekt-ID 1786 steht es in der Denkmalliste der Stadt Heide.

## Geschichte und Architektur
Das Dreetörnhaus wurde 1733 als Wohn- und Geschäftshaus von dem aus Süddeutschland stammenden Johann Georg Schott im Barockstil erbaut und ist das älteste erhaltene Wohnhaus in Heide. Seinen Namen erhielt es durch die drei Fialen am Zwerchgiebel, die eine Sandstein-Inschrift enthalten.
Heute befindet sich im Gebäude ein Laden für Billigprodukte.